# Антонец, Андрей
Андрей Антонец (OID) (17 июля 1976, Рига) — композитор, музыкальный продюсер, электронный музыкант.

## Начало карьеры
В конце 1990-х на почве увлечения электронной индустриальной музыкой Андрей Антонец познакомился с художником Русланом Морозовым и с Александром Матросовым, с которыми они создали группу God’s Delusion. В этот же период у коллектива вышло 2 альбома на кассетах.
Ближе к концу 90-х Андрей переехал в Санкт-Петербург и вместе с Александром Матросовым основал проект Alexandroid, который стал популярным среди ценителей электронной музыки в России за рубежом. В 2004 году проект удостоился Гран-при Radio France Internationale Electronic Music Award как самый интересный в Восточной Европе.
В 2010-м Андрей Антонец основал проект idi0ts, дебютный EP которого, вышедший на лондонском лейбле Lo Recordings, попал в европейский инди-чарт. В этом же году вместе с Ильей Лагутенко (Мумий Тролль) создал электронный проект «Кета», первый альбом которого «Дерзости» стал, по мнению критиков, одним из лучших российских релизов 2012-го.

## OID
Под псевдонимом OID Андрей Антонец записал больше десятка сольных релизов, вышедших на разных европейских лейблах. В 2016 году композиция «33 33 33» вышла на немецком лейбле Pampa. 900 копий релиза были распроданы меньше чем за неделю после выхода. Последний полноценный альбом OID «22:22» был выпущен весной 2017 года московским лейблом Sealt лимитированным изданием на виниле.
Андрей Антонец является автором множества ремиксов на таких российских исполнителей, как Колибри, Найк Борзов, Мумий Тролль, СБПЧ, Б2, Альянс, Игорь Григорьев, Новые композиторы и других. В разные годы он сотрудничал с иностранными исполнителями, такими как dOP, Pilocka Krach, Afrika Bambaataa, Popnoname, Dj Koze, Blent, Dasha Rush и пр.

## Саундтреки
Автор саундтрека к полнометражному мультфильму «Незнайка и Баррабасс», к художественному фильму «Шоссе Энтузиастов», а также документальным фильмам «Дело Собчака», «Я — Гагарин» и «Бедные люди Кабаковы». 2017 году представил свою версию саундтрека к легендарному немому фильму «Человек с киноаппаратом» Дзиги Вертова. Автор музыки к спектаклю в театре Практика — «Mahamaya Electronic Devices» по сценарию Ивана Вырыпаева. Автор музыки к спектаклю в театре Труда — «Сталевары». Режиссер: Алексей Розин.

## Прочее
Автор музыки к более чем к 200 рекламным роликам, среди которых работы для компаний МТС, Audi, Яндекс, Stat oil, Big Bon и пр. За музыку к рекламному ролику МТС Андрей удостоился приза на фестивале 25 кадр за лучший саунддизайн и музыкальное оформление. Как композитор регулярно сотрудничает с федеральными ТВ каналами и видео платформами такими как СТС, Домашний, Карусель, О!, Яндекс. Эфир и пр.
Делал коллаборации с разными художественными проектами и художниками (Михаил Розанов, Mikelis Fishers, Алексей Добров и пр.). А также культурными институциями (Галерея Триумф, Государственная Третьяковская Галерея, Lexus Hybrid Art, Manifesta, Fotografiska Stockholm, Московский Планетарий, Музей современного искусства Гараж и пр.) Делал музыкальное оформление для показов дизайнеров Алены Ахмадулиной, Татьяны Мамедовой, Faberlic, Grunge John Orchestra и пр.

## Дискография
Альбомы
- 1995 — Pieces (в составе Gods Delusion)[9]
- 1995 — The Toys For Your Imagination[10]
- 2001 — Gods Delusion (в составе Alexandroid)[11]
- 2001 — Soundtracks[12][13]
- 2001 — Sinoptic[14]
- 2003 — Lazyfish & Alexandroid — OS
- 2004 — False Starts[15]
- 2004 — Red Book (OID)[16]
- 2006 — Systems Of Mercy[17]
- 2012 — Дерзости («Кета»)[18]
- 2016 — FANCYMUSIC (0ID & Benjamin Skepper)[19]
- 2017 — 22:22[20]
- 2018 — Бедные Люди. Кабаковы[21]